# ORP Orzeł (85A)
El ORP Orzeł fue un submarino de la Armada de la República Polaca, el primero de los dos submarinos de su clase ORP Orzeł y ORP Sep , y eran muy similares a la Clase O 19 holandesa que se estaba construyendo al mismo tiempo.

## Historia
El ORP Orzeł fue construido entre 1936 y 1938 en el astillero  NV Koninklijke Maatschappij De Schelde (KMS) en Vlissingen Países Bajos, que en esa época, era un país conocido por la calidad de sus submarinos, y había sido elegido entre un grupo de astilleros de Inglaterra, Estados Unidos, Italia, Francia y Suecia que optaban al contrato para construir un submarino para la Armada Polaca. Polonia pagó la mayoría de honorarios en forma de exportación de productos agrícolas; que fueron comprados en Polonia por el gobierno con dinero recibido en una suscripción popular a escala nacional.
El Orzeł fue puesto en grada el 14 de agosto de 1936 ; durante la botadura el 15 de enero de 1938 el submarino se atascó en la grada y dos locomotoras tuvieron que tirar de él. Los pruebas en el mar se comenzaron el 23 de agosto de 1938 y el 7 de febrero del año siguiente llegó a Polonia. Su base estuvo localizada en Hel (Polonia), junto a otros submarinos polacos.

### Segunda Guerra Mundial
En los inicios de la Segunda Guerra Mundial el Orzeł bloqueó la salida del puerto de Gdansk , esperando al acorazado alemán Schleswig-Holstein que estaba allí. Debido a que el Schleswig-Holstein permaneció en el puerto, el Orzeł se desplazó al norte del mar Báltico, cerca de la isla de Gotland.
En la segunda semana de la guerra el comandante del submarino, el capitán de corbeta Henryk Kłoczkowski, se sintió mal, por lo que el comandante de la defensa costera  contralmirante Józef Unrug, ordenó que el Orzeł debía volver al puerto de Hel o dirigirse a un puerto neutral. Kłoczkowski eligió la capital de Estonia, Tallin, a donde arribó el 14 de septiembre de 1939. 
Las autoridades estonias, decidieron aceptar a Kłoczkowski en la enfermería con la condición de que el submarino partiera en 24 horas. En este momento, comenzaron los problemas, ya que según las reglas acordadas en la Conferencia de La Haya de 1907, cualquier buque de guerra, de un país involucrado en una contienda armada, no podía zarpar de un puerto neutral antes de 24 horas tras la partida de un buque de otro país involucrado en el bando contrario en el mismo conflicto. Debido a que Estonia dio al Orzeł únicamente 24 horas para partir de Tallin , el capitán de un buque alemán (Thalassa) que se encontraba en el mismo puerto aprovechó para zarpar.
Lo sucedido, no está totalmente aclarado, pero el resultado es conocido: el 16 de septiembre los estonios internaron al Orzeł, lo remolcaron a la zona más apartada del puerto y comenzaron su desarme. Se llevaron la recámara y toda la munición del cañón], la mayoría de los torpedos y todas armas de la tripulación; además, también se llevaron los mapas para que él Orzeł no pudiera fugarse. Aun así, los polacos lo hicieron. 
El 18 de septiembre a las dos de la mañana la tripulación al mando del teniente de navío Jan Grudzinski, su nuevo comandante, inmovilizaron a los guardias, y desconectaron los reflectores del puerto.
El capitán Grudzinski ha elegido decisión muy importante: permanecer en el Mar Báltico y para realizar un seguimiento de las naves enemigas, siempre y cuando se dispusiera de suministro de combustible y agua dulce, y luego pasando a través de los estrechos daneses y llegar al Reino Unido.
Después de una travesía con varios incidentes, cuarenta días después de su salida de Gdynia el Orzel arribó a la costa este de Escocia donde entraron en contacto con un destructor británico que lo escoltó, ante la sorpresa de todos, ya que se le consideraba hundido.
Después de efectuar algunas reparaciones, fue asignado a la 2ª Flotilla de Submarinos y destinado a realizar patrullas en el Mar del Norte.
El 8 de abril de 1940 hundió el transporte de tropas alemán de 5.261 t "Río de Janeiro" cerca del pequeño puerto de  Lillesand en la costa sur de Noruega, este buque llevaba tropas para la invasión de Noruega, el hundimiento fue la primera señal de advertencia de las intenciones de los alemanes, aunque no fue apreciado por los aliados. Dos días más tarde el Orzeł disparó un torpedo a un dragaminas alemán; sin embargo, se vio obligado a sumergirse antes de que el hundimiento del buque alemán pudiera confirmarse. 

Perfil del submarino Orzeł en 1939.

23 de mayo de 1940 a las 23.00 el Orzel salió en su séptima patrulla, hacia el Mar del Norte central. El 1 y 2 de junio se transmitió un mensaje de radio desde Rosyth ordenándole alterar su área de patrulla y dirigirse al estrecho de Skagerrak. No contestó a dichos radiomensajes. El día 5 se le ordenó volver a su base, mensaje que tampoco contestó y el día 8 de junio fue oficialmente dado por perdido. Se desconoce la verdadera causa, aunque comúnmente se cree que Orzeł probablemente golpeó una mina marina británica o alemana en Skagerrak o cerca de ella. Otra teoría sugiere que el bote pudo haber sido hundido por error por un avión británico.